# Малый Эрмитаж
Ма́лый Эрмита́ж — памятник архитектуры, входящий в музейный комплекс Государственного Эрмитажа. Построен в 1764—1775 годах архитекторами Ж.-Б. Валлен-Деламотом и Ю.М. Фельтеном. Корпуса здания, выходящие на Дворцовую набережную и Миллионную улицу, являются связующим звеном между барочным Зимним дворцом и памятниками классицизма — Большим и Новым Эрмитажем. Своё название получил благодаря привычке Екатерины II устраивать здесь спектакли и увеселительные вечера — малые эрмитажи.

## История строительства

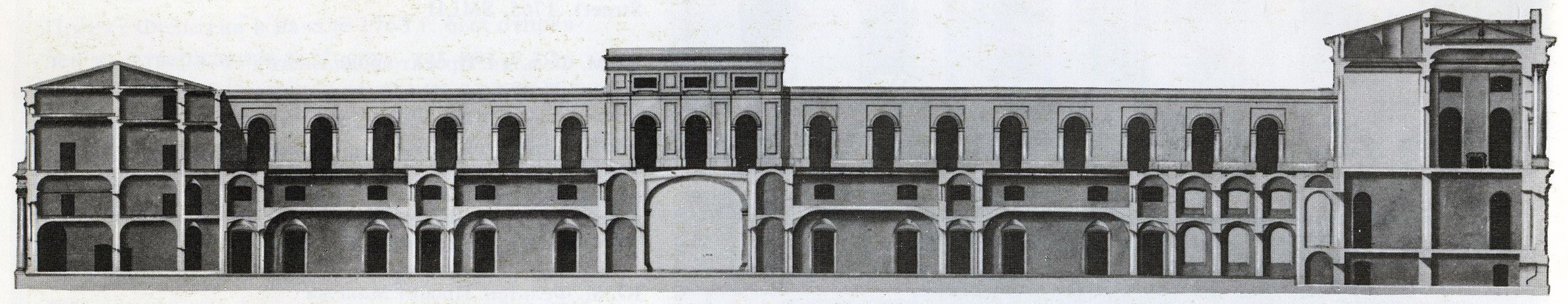
Ю. Фельтен. Продольный разрез Малого Эрмитажа. 1767

В 1762 году даётся[кем?] указание разобрать ветхие дома Николая Головина и Корнелиуса Крюйса, а на их месте возвести конюшни для рейторских лошадей, сараи для карет и дровяной двор. Однако, согласно проекту Франческо Растрелли, Зимний дворец должен был иметь широкий обзор, в том числе — и с восточной стороны. Зодчий всё же представил свой проект новых сооружений, но его реализация затянулась. Возведение здания будущего Малого Эрмитажа, а также параллельно расположенных корпусов конюшни и Манежа с флигелем началось лишь в 1764 году под руководством Ю. М. Фельтена. Ядром композиции должен был стать «Оранжерейный дом» — павильон, выходящий на Дворцовую набережную, с простирающимся от него на юг висячим садом. Однако первой была возведена южная часть Висячего сада с павильоном, выходящим на Миллионную улицу («Южный павильон»). В 1769 году достраивают и Северный павильон (проект разработал Валлен-Деламот, причём в павильоне был установлен подъёмный стол и созданы особые залы для проведения «Эрмитажей» (от фр. ermitage — место уединения). Строительные и отделочные работы были закончены в 1775 году с постройкой боковых галерей.

## Северный павильон

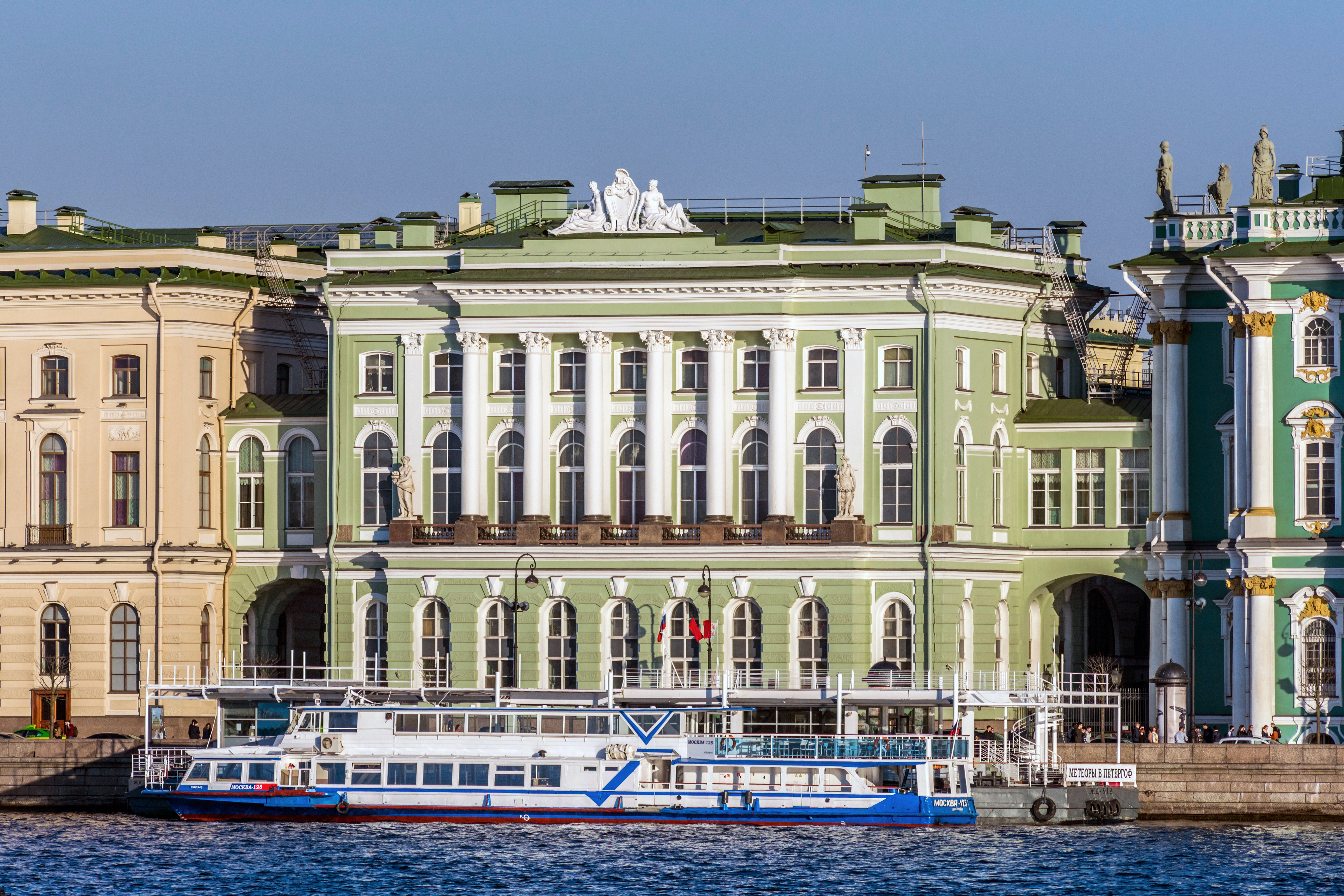
Вид Малого Эрмитажа с Дворцовой набережной

История создания Малого Эрмитажа началась с идеи так называемого «Оранжерейного дома» с Зимним садом внутри с экзотическими растениями, где бы жили птицы и небольшие домашние «зверюшки». Французский архитектор Жан-Батист Валлен-Деламот предложил проект двух павильонов: Северного (выходящего на берег Невы) и Южного, связанных на уровне второго этажа «висячим садом» под открытым небом. По обе стороны сада предполагалось устройство галерей для картин. Однако, проект долгое время «был на рассмотрении», и поэтому первой начали строительство южной части Висячего сада. Лишь в марте 1768 года в Москву, где тогда находилась императрица Екатерина II, была отправлена деревянная модель «каменной оранжереи» на апробацию и возвращена с замечаниями для архитектора Фельтена, руководившего строительными работами.
Фасад северного павильона здания Малого Эрмитажа (в то время просто «Эрмитаж», 1766—1769) выстроен по проекту Валлен-Деламота «в линию» с соседним зданием Зимнего дворца постройки Франческо Бартоломео Растрелли (1754—1762) в стиле «растреллиевского барокко». Французский архитектор проявил художественное чутьё и мудрость, композиционно связав разные по стилю здания: горизонтальные членения и ритм колонн «большого ордера» объединяют разностильные фасады. Два верхних этажа украшает портик из шести коринфских колонн и двух и двух скульптур — статуй Флоры и Помоны. Скульптор А. Панов создал мраморные статуи взамен деревянных в середине XIX века. Завершает здание аттик со скульптурной группой. В XVIII веке здание Малого Эрмитажа именовали «Ламотов павильон», по фамилии архитектора.
В интерьере Северного павильона с видом на Неву разместились центральный зал и два «кабинетика». В восточном находился подъёмный стол, который сервировался в нижнем этаже здания и посредством подъёмного механизма оказывался в зале (наподобие сохранившегося механизма в царскосельском Эрмитаже). Несколько позднее название «Эрмитаж» и утвердилось именно за этим зданием (от фр. ermitage — место уединения). Здесь после дневных забот в кругу немногих близких людей (не более 15 человек) императрица любила уединиться, поиграть в карты, отобедать. Но самым большим сокровищем Эрмитажа стали картины и скульптура, приобретаемые Екатериной II, ставшие основой коллекции будущего музея. Стены всех помещений были украшены картинами в несколько ярусов.
В южной части павильона, где теперь в полу размещена копия античной мозаики, находился зимний сад, в центре которого стояла статуя. На балюстраде верхнего яруса сада в декоративных кадках красовались померанцевые и миртовые деревья. Наличием зимнего сада и объясняется первоначальное название павильона — «Оранжерея», как значится в архивных документах. Убранство интерьеров дополняли хрустальные люстры.
В Северном павильоне Малого Эрмитажа находится Павильонный зал, созданный в 1850-х годах А. И. Штакеншнейдером. Там же сейчас находятся знаменитые часы «Павлин».

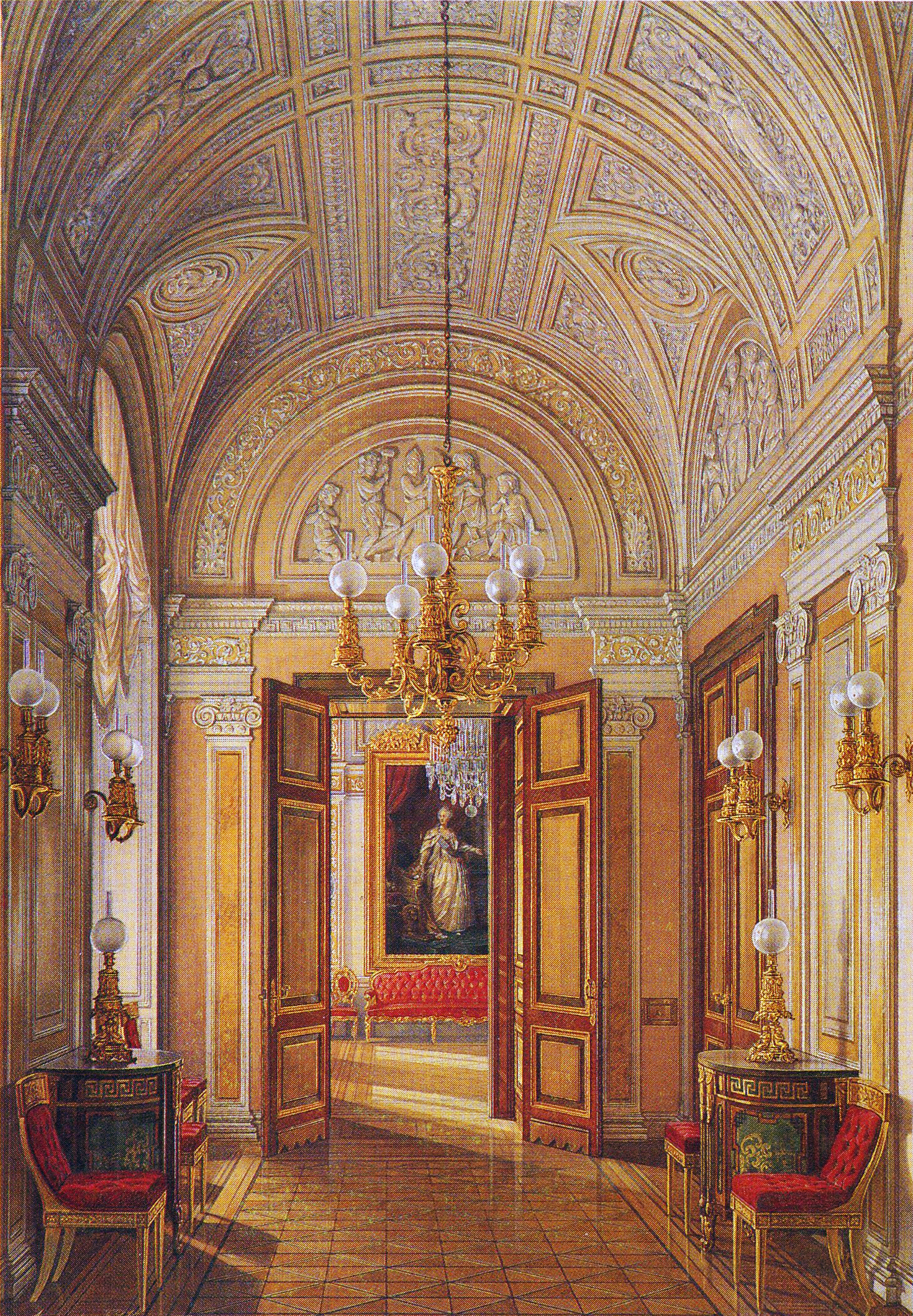
Эдуард Гау. Северный кабинет
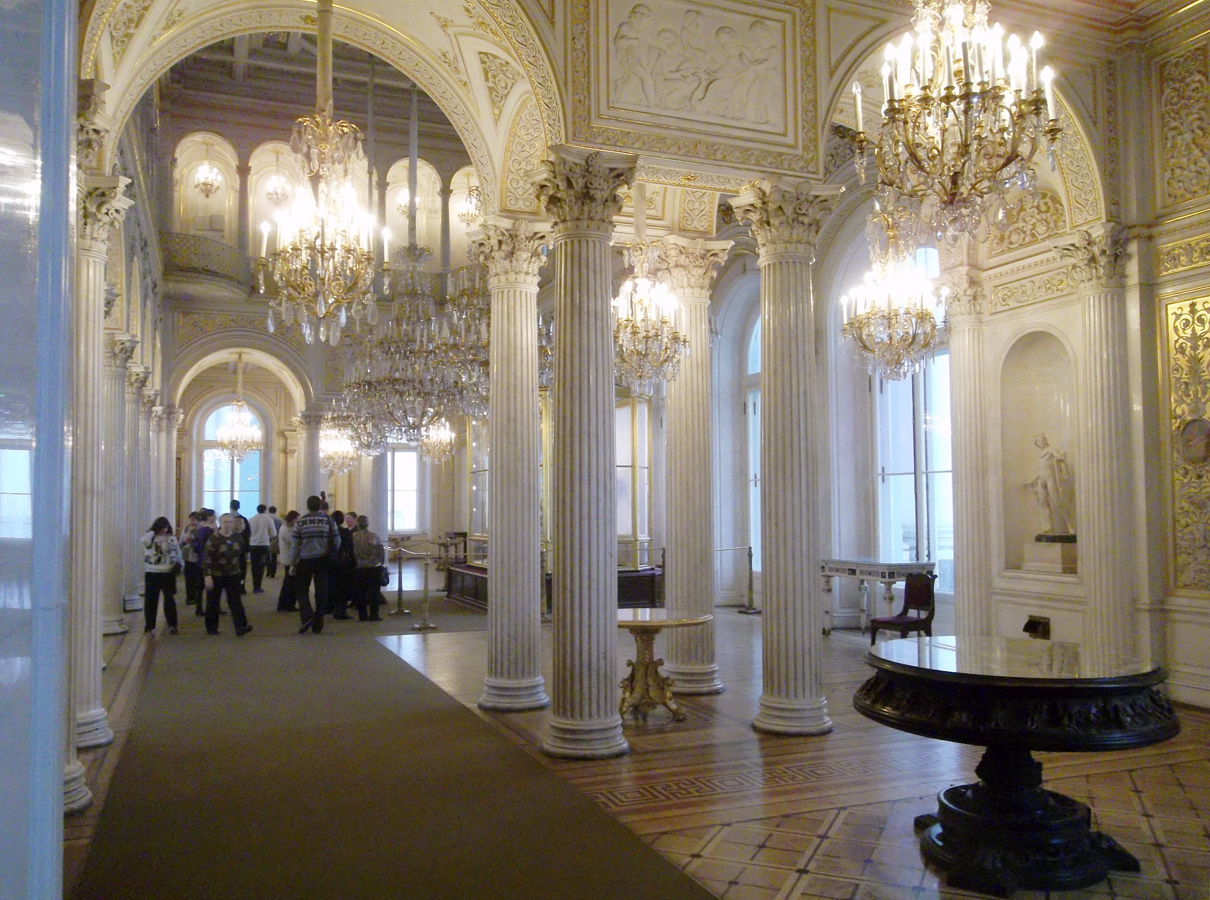
Павильонный зал
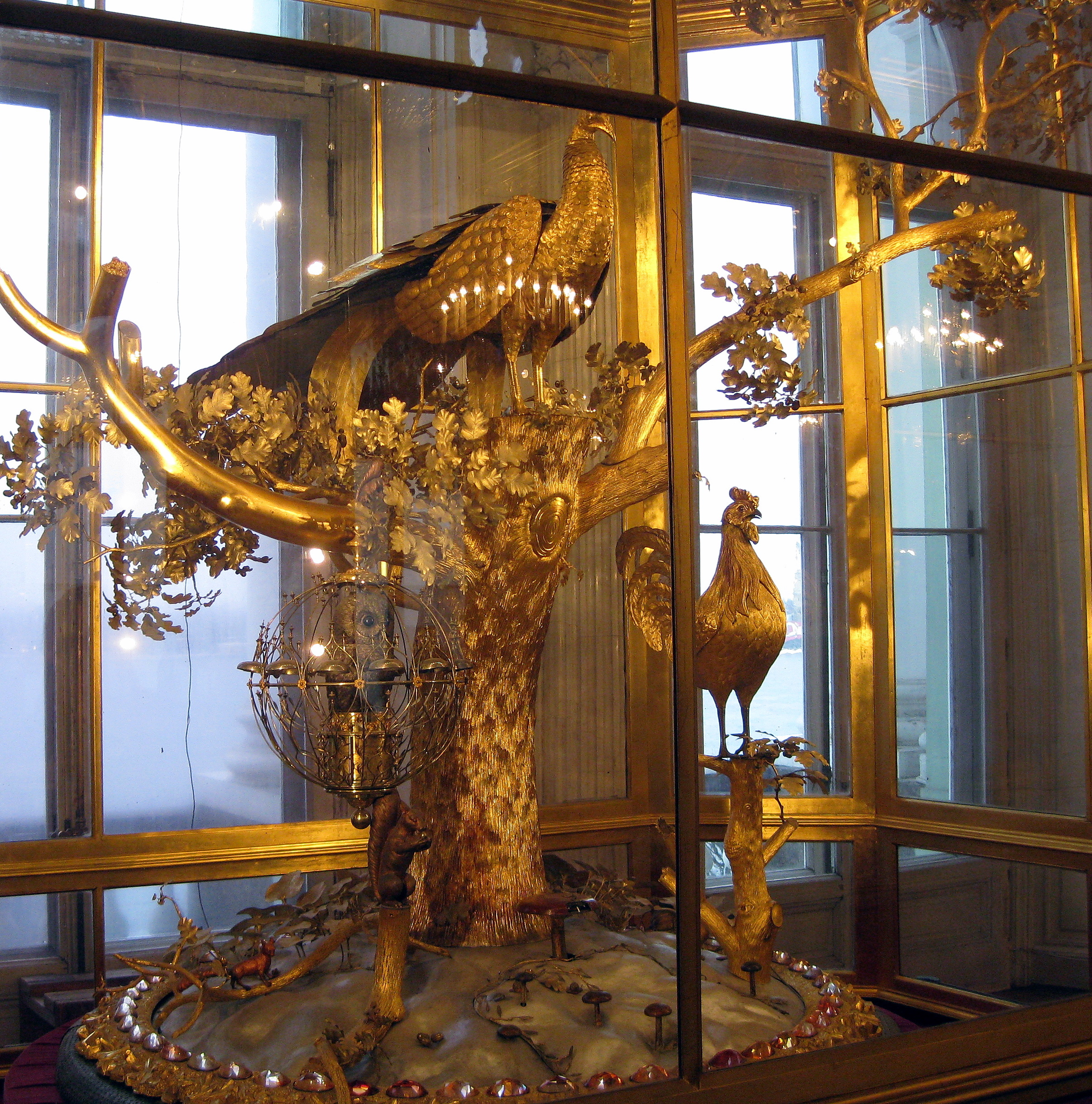
часы «Павлин»
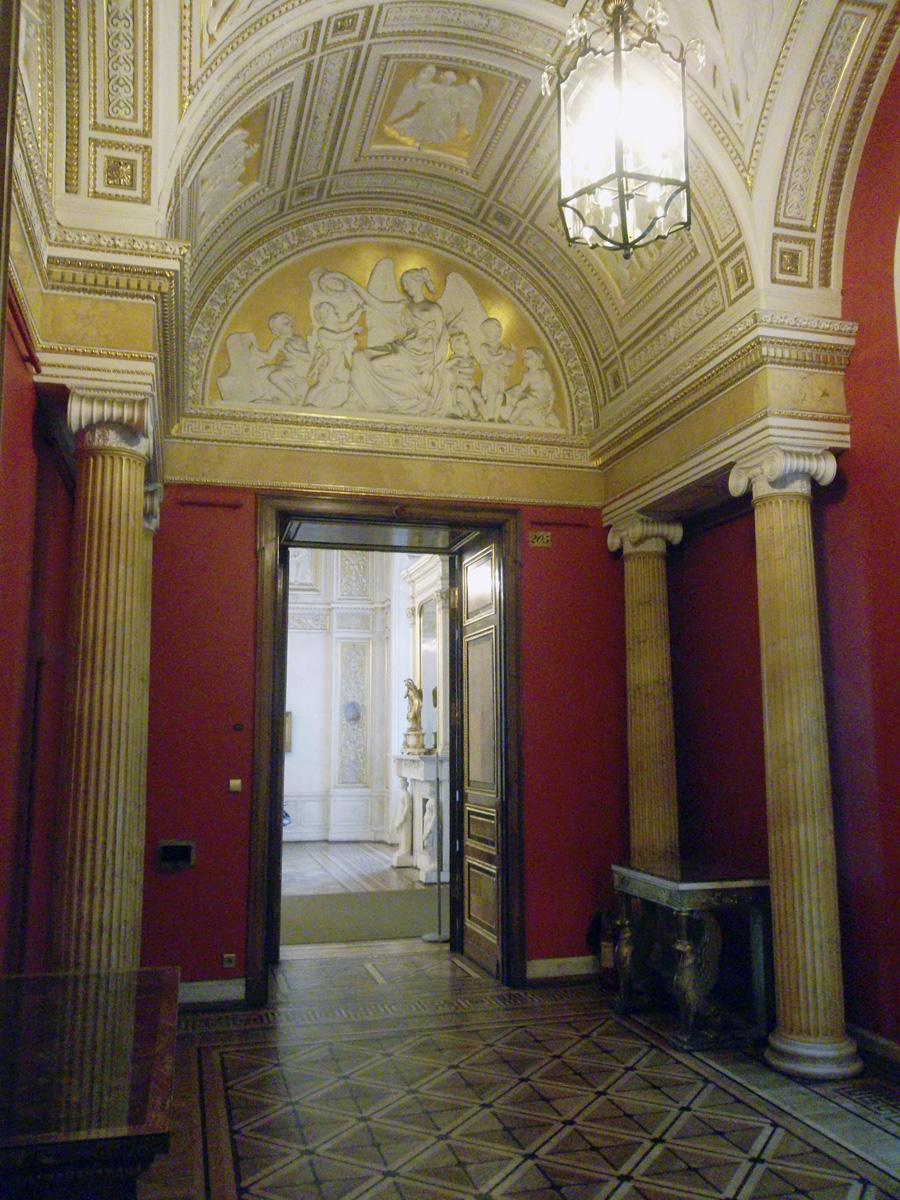
Кабинет Кваренги

### Известные жильцы
Под Павильонным залом находились служебные квартиры, которые в разное время занимали:
- На первом этаже постоянно квартировал начальник дворцовой стражи, так называемый «майор от ворот»;
- Первая четверть XIX века — обер-гофмаршал Кирилл Нарышкин;
- До 1850 — хранитель эрмитажных коллекций Франц Лабенский;
- С 1859 по 1873 — обер-гофмаршал Андрей Шувалов. На первом этаже находились приёмная, кабинет, гостиная, спальня и канцелярские помещения; в антресольном этаже — столовая, гостиная, кабинет супруги, спальня, комнаты горничной; в подвальном этаже — людские, комнаты камердинера, официанта и т. д.[5];
- С 1899 по 1909 — директор Императорского Эрмитажа Иван Всеволожский;
- С 1910 по 1918 — директор Императорского Эрмитажа Дмитрий Толстой[6].

## Южный павильон
Выходящий на Миллионную улицу Южный павильон Фельтен решил, соединив уходящее в прошлое барокко и нарождающийся классицизм. Отделка первого этажа повторяет мотивы обработки фасада Зимнего дворца. Два следующих этажа архитектор расчленил пилястрами и украсил барельефными панно. В 1840—1843 годах В. П. Стасов надстроил четвёртый этаж. В Южном павильоне были устроены квартиры. Так, с 1858 года в антресолях первого этажа жила В. А. Нелидова.

## Научная библиотека Эрмитажа
Научная библиотека Эрмитажа (Библиотека Зимнего дворца) — составная часть Государственного Эрмитажа, один из его научных отделов. Основанная в 1762 году Екатериной II, является крупнейшей в России и одной из старейших музейных библиотек искусствоведческого профиля.

## Висячий сад

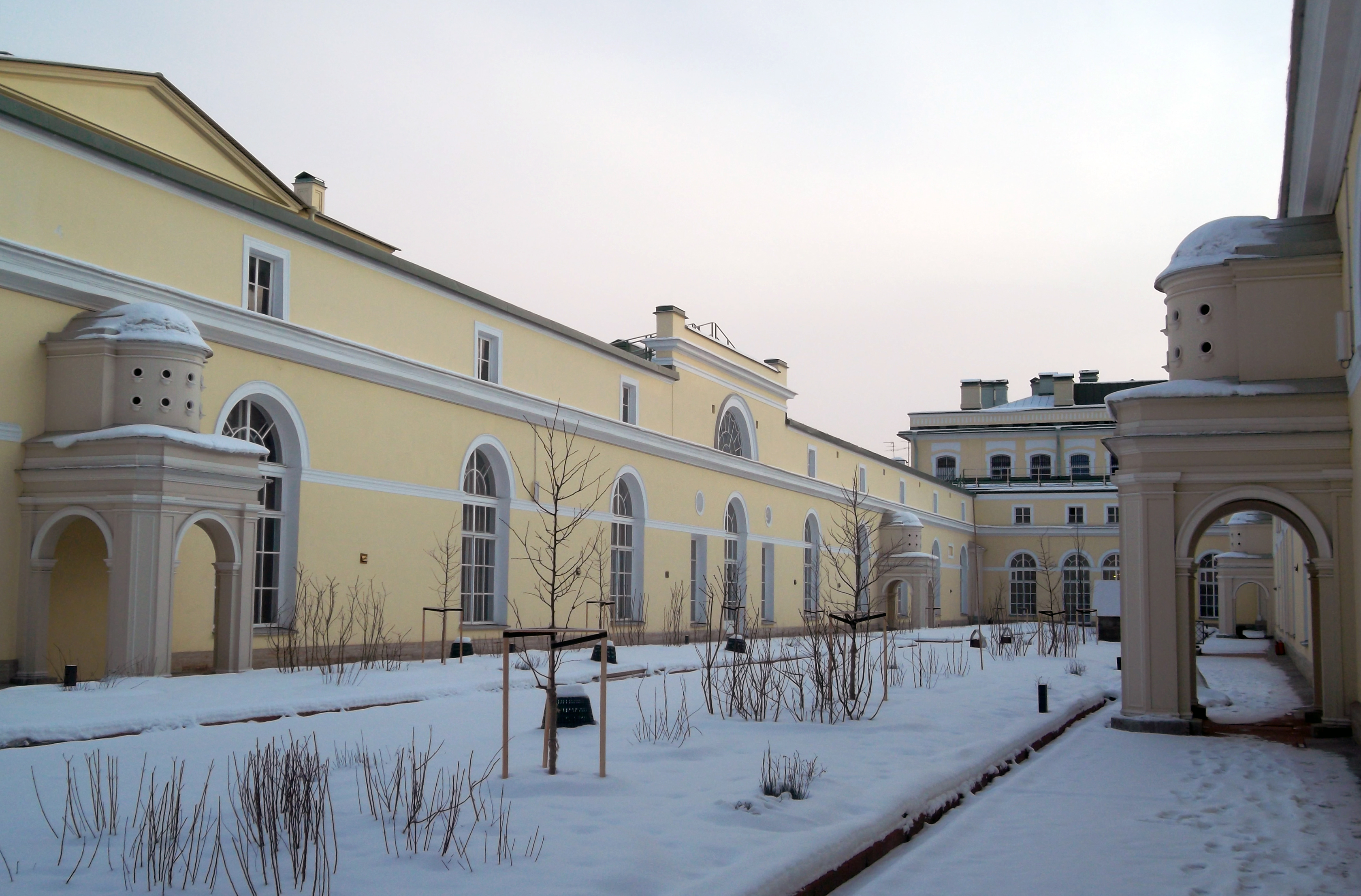
Висячий сад

Ещё до возвращения из Москвы императрицы Екатерины II в 1763 году было дано указание о постройке при новом дворце Висячего сада. В 1764 году начались в спешном порядке работы по возведению этого уникального сооружения и уже в 1766 году в построенной южной части были высажены деревья и кустарники. С 1769 года по бокам сада начинают возводить картинные галереи. Планировка сада определялась конфигурацией нижележащих помещений — сараев для хранения дров. В 1841 году эти сараи и сам сад были перестроены Василием Стасовым

## Манеж и конюшни

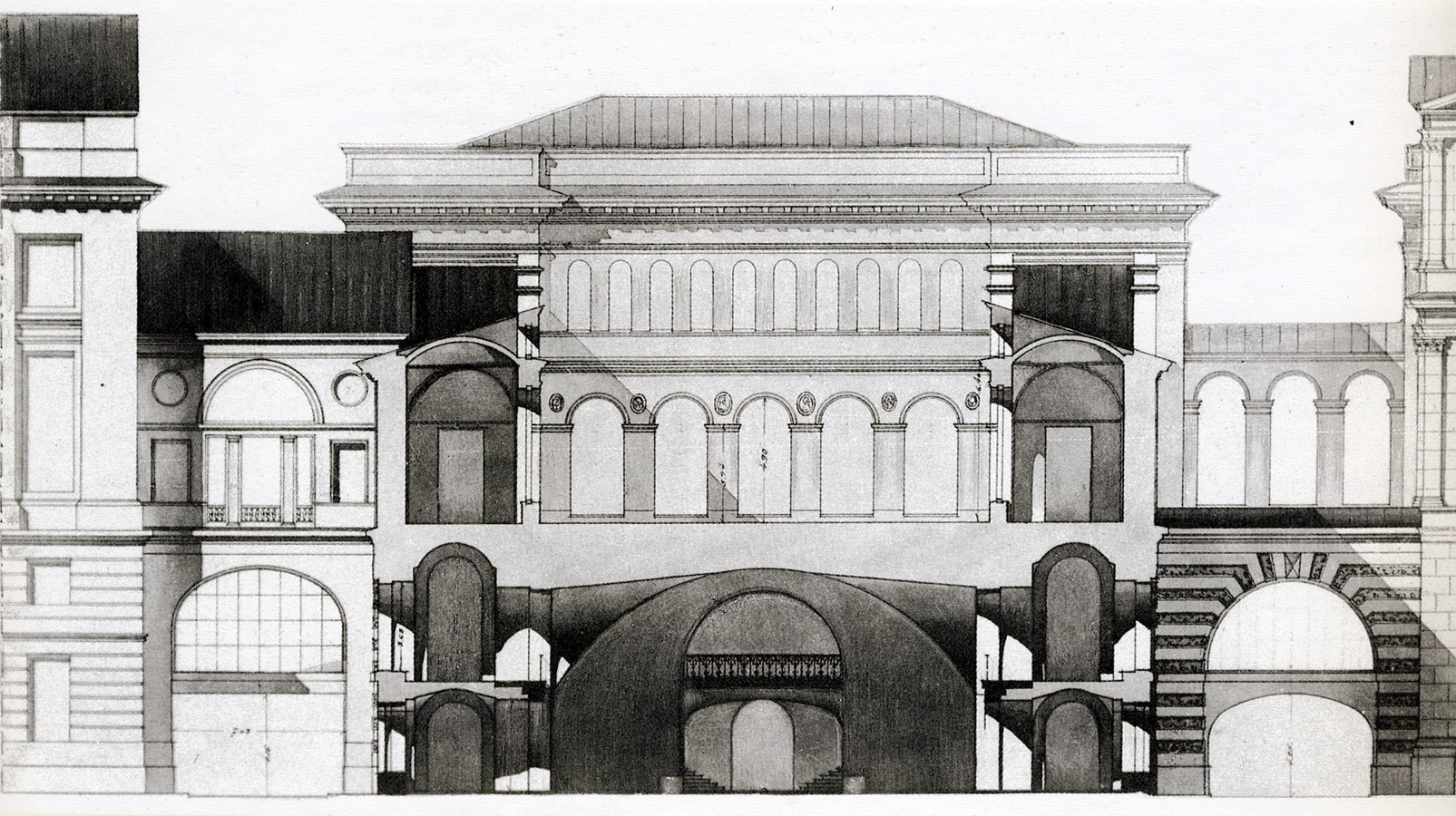
Проект переустройства Манежа и конюшен. 1940

В 1840-х годах в период реконструкции Малого Эрмитажа архитектор Василий Стасов перестраивает помещения, находящиеся под Висячим садом. Здесь, между Южным и Северным павильонами появляются Манеж, конюшни и каретный сарай. Заново возводятся опорные каменные аркады на мощных столбах, совершенствуются своды перекрытий над залами. В Манеже большепролётные своды опираются на мощные столбы, по периметру в уровне антресольного этажа устроена галерея. В конюшнях своды опираются на гранитные колонны. Во вновь устроенных подвалах размещают прогрессивную систему отопления — Аммосовские печи. Тёплый воздух также поступал в шанцевые своды, которые были запроектированы между сводами перекрытий первого этажа и Висячим садом. Строится оригинальная система канализации, которая в 1870-х годах совершенствуется Штакеншнейдером. В конюшнях были установлены гранитные поилки для лошадей, создана система водоснабжения.
В 1931 году администрация Эрмитажа, пытаясь решить финансовые затруднения, сдала в аренду конюшни и Манеж Кавалерийской школе Осоавиахима.
В период 1938—1940-х годов главным архитектором Эрмитажа Александром Сивковым велась реконструкция Манежа и конюшен под выставочные залы. Пол в этих залах был сделан наливным, мозаичным. Ворота конюшен были демонтированы, также частично изменены сами проёмы первого этажа. После войны до 1958 года в бывших конюшнях экспонировался фриз Пергамского алтаря, вывезенного из Берлина. Мраморные горельефы монтировались на специальный подиум, устроенный по периметру зала.
До 2014 года в бывших манеже и конюшнях размещалось хранилище музея, в декабре 2014 года залы приняли первых посетителей, а хранение переехало в Старую Деревню. С 2016 года со стороны Шуваловского проезда устроен дополнительный вход в Эрмитаж.

## Сивковский переход
В центре здания устраивается сквозной проход на уровне антресоли первого этажа, который позволил связать первые этажи Зимнего дворца (через зал Древнего Египта) и Нового Эрмитажа. Переходы между зданиями имеют сплошное остекление с двух сторон и достаточно нарядный классицизированный облик. Ступени, пол и стены отделаны каррарским мрамором, который был сюда перенесён из бывшей купальни императора Николая II в Зимнем дворце. Тёмная галерея-переход в здании оформлена весьма лаконично. Пол перехода набран из цементных плиток двух цветов, гладкие стены с лёгким карнизом, на который опираются своды, покрыты краской Карминового оттенка. Двери сделаны из красного дерева и ведут на балконы, откуда открывается вид на вновь устроенные залы.